# Gerhard Rachold
Gerhard Rachold (* 3. September 1928 in Ranis; † 18. Mai 1993 in Frankfurt (Oder)) war ein deutscher Schauspieler.

## Leben und Werk
Nach seinem Abitur und einer Schauspielausbildung begann er 1947 als Bühnendarsteller auf einer Bühne in Weimar, ehe er über Engagements auf Bühnen in Stolberg, Staßfurt, Crimmitschau, Erfurt 1954 nach Berlin kam, wo er bis 1960 zum Ensemble des Berliner Theaters der Freundschaft angehörte. Von 1960 bis 1967 gehörte er zum Schauspielerensemble der DEFA, gefolgt von einer jahrzehntelangen Tätigkeit am Kleist-Theater Frankfurt (Oder).
Parallel zu seiner Bühnentätigkeit spielte Rachold auch in verschiedenen Film- und Fernsehproduktionen der DEFA und des Fernsehens der DDR mit. Sein Filmdebüt gab Rachold 1956 in János Veiczis Film Zwischenfall in Benderath; es folgten zahlreiche andere Filme und auch Filmgenres, darunter sogenannte „DEFA-Indianerfilme“ sowie Kinderfilme, vorwiegend unter der Regie von Rolf Losansky.
Nach dem Tod seiner Ehefrau wählte Gerhard Rachold am 18. Mai 1993 den Freitod.

## Filmografie (Auswahl)
- 1956: Zwischenfall in Benderath
- 1957: Lissy
- 1957: Berlin – Ecke Schönhauser…
- 1957: Sheriff Teddy
- 1958: Tatort Berlin
- 1960: Seilergasse 8
- 1961: Das Kleid
- 1961: Mord an Rathenau (Fernsehfilm)
- 1962: Das grüne Ungeheuer
- 1962: Die schwarze Galeere
- 1962: Die aus der 12b
- 1963: An französischen Kaminen
- 1963: Jetzt und in der Stunde meines Todes
- 1963: Der Boxer und der Tod (Boxer a smrť)
- 1964: Viel Lärm um nichts
- 1964: Die goldene Gans
- 1964: Als Martin vierzehn war
- 1965: Der Reserveheld
- 1966: Der Staatsanwalt hat das Wort: Der Rosenkavalier (TV-Reihe)
- 1966: Die Söhne der großen Bärin
- 1967: Kriminalfälle ohne Beispiel: Der Fall Timo Rinnelt (TV)
- 1967: Der Revolver des Corporals
- 1968: Hauptmann Florian von der Mühle
- 1968: Die Nacht im Grenzwald
- 1968: Der Mord, der nie verjährt
- 1968: Heroin
- 1969: Sąsiedzi (Polnischer Fernsehfilm)
- 1969: Mohr und die Raben von London
- 1970: Jeder stirbt für sich allein (Fernsehfilm, 3 Teile)
- 1971: Osceola
- 1971: KLK an PTX – Die Rote Kapelle
- 1972: Schwarzer Zwieback
- 1972: Die Bilder des Zeugen Schattmann (TV-Vierteiler)
- 1972: Polizeiruf 110: Ein bißchen Alibi (TV-Reihe)
- 1972: Sechse kommen durch die Welt
- 1973: Das Licht der Schwarzen Kerze (Fernsehfilm)
- 1973: Das unsichtbare Visier: 1. Teil – Der Römische Weg (TV)
- 1973: Das unsichtbare Visier: 2. Teil – Das Nest im Urwald (TV)
- 1973: Das unsichtbare Visier: 3. Teil – Das Wasserschloß (TV)
- 1974: Ulzana
- 1975: Das unsichtbare Visier: 8. Teil – Mörder machen keine Pause (TV)
- 1975: Das unsichtbare Visier: 9. Teil – Sieben Augen hat der Pfau (TV)
- 1977: Ein Schneemann für Afrika
- 1981: Der lange Ritt zur Schule
- 1990: Abschiedsdisco

## Theater
- 1954: Autor unbekannt: Die Hammelkomödie vom Advokat Pathelin (Offizier) – Regie: Willy Semmelrogge (Städtische Bühnen Erfurt)
- 1955: Miroslav Stehlik nach Nikolai Ostrowski: Wie der Stahl gehärtet wurde – Regie: Josef Stauder (Theater der Freundschaft Berlin)
- 1956: Herta Greef: Mann und Frau im Essigkrug – Regie: Hans-Dieter Schmidt (Theater der Freundschaft)
- 1956: Curt Corrinth: Trojaner – Regie: Robert Trösch / Benno Bentzin (Theater der Freundschaft)
- 1958: Virgil Stoenescu/Oktavian Sava: Betragen ungenügend – Regie: Josef Stauder (Theater der Freundschaft)
- 1959: Werner Heiduczek: Jule findet Freunde – Regie: Helmut Hellstorff (Theater der Freundschaft)
- 1963: Leo Tolstoi: Krieg und Frieden – Regie: Wolfgang Heinz / Hannes Fischer (Volksbühne Berlin)

## Hörspiele
- 1962: Gerhard Stübe: Das Südpoldenkmal (Jorland) – Regie: Fritz Göhler (Hörspiel – Rundfunk der DDR)
- 1964: Martine Monod: Normandie-Njemen – Bearbeitung und Regie: Fritz Göhler (Kinderhörspiel – Rundfunk der DDR)
- 1965: Henryk Keisch: Der Sachverständige – Regie: Peter Groeger (Hörspiel – Rundfunk der DDR)
- 1965: Heinz Knobloch: Pardon für Bütten (Achim) – Regie: Wolfgang Brunecker (Kinderhörspiel – Rundfunk der DDR)
- 1967: James Fenimore Cooper: Der letzte Mohikaner (Magua) – Regie: Dieter Scharfenberg (Rundfunk der DDR)
- 1967: Siegfried Pfaff: Regina B. – Ein Tag in ihrem Leben (Hans) – Regie: Fritz-Ernst Fechner (Rundfunk der DDR)
- 1970: Horst Bastian: Deine Chance zu leben – Regie: Detlef Kurzweg (Hörspiel – Rundfunk der DDR)
- 1970: Alexej Sergej: Der Sohn des Riesen (Soldat) – Regie: Manfred Täubert (Kinderhörspiel – Rundfunk der DDR)
- 1973: Otto Marquardt: Chile im September (Botusa) – Regie: Horst Liepach (Rundfunk der DDR)